# Ridicule
Pour plus de détails, voir Fiche technique et Distribution.
Ridicule est un film français de Patrice Leconte sorti en 1996.
Lors de la 22e cérémonie des César, le film reçoit quatre César, dont celui du meilleur film et du meilleur réalisateur. Il fut également nommé à l'Oscar du meilleur film en langue étrangère.

## Synopsis
« Dans ce monde (c'est-à-dire à la cour), un vice n'est rien mais un ridicule tue. »
En 1780, Grégoire Ponceludon de Malavoy (Charles Berling), jeune aristocrate provincial désargenté et candide, arrive à la Cour de Versailles pour demander au roi Louis XVI les moyens d'assécher les marais de la Dombes, sources d'épidémies qui déciment les familles de ses paysans.
Il comprend rapidement que pour obtenir une audience, il doit d'abord mener une vie mondaine qui lui permettrait de se faire remarquer. Il participe à cette vie de cour où l'honneur et les mots d'esprit (souvent moqueurs et parfois méchants) sont le centre d'une effervescence raffinée et décadente.
Grégoire aura l'occasion de faire de l'esprit avec une vivacité sans égale. La plupart des gentilshommes de province, comme lui soucieux de leurs terres, subissent, à la veille de la Révolution française, la lourdeur bureaucratique de l'État royal. Mais, en dépit des embuches, il parvient à se frayer un chemin au sein de la Cour.
Le marquis de Bellegarde (Jean Rochefort) lui prête main-forte, en lui donnant le gîte et en l'introduisant à la Cour, où Grégoire fait montre d'un talent que redoutent les courtisans déjà installés.
Des intrigues se nouent entre Grégoire, l'abbé de Vilecourt (Bernard Giraudeau), courtisan venimeux et redoutable, sa maîtresse, Mme de Blayac (Fanny Ardant) (qui deviendra aussi la maîtresse de Grégoire), et Mathilde de Bellegarde, fille du marquis (Judith Godrèche).
Grégoire est confronté à de nombreuses intrigues avant de pouvoir enfin croiser le roi, lors d'une rencontre arrangée par Mme de Blayac dans les jardins du château de Versailles.
Invité à une démonstration de tir d'un nouveau canon, Grégoire, qui vise une charge d'ingénieur, propose une amélioration de la pièce. Cela vexe un officier d'artillerie qui l'insulte. Pour ne pas perdre la face, Grégoire est obligé de provoquer l'officier en duel et le tue. Aux yeux de tous, Mathilde de Bellegarde, qui assiste au duel, se jette alors dans les bras de Grégoire. C'est au tour de Madame de Blayac de perdre la face car toute la Cour sait que son jeune amant l'a abandonnée et se réjouit de sa déchéance.
Mais Grégoire échoue dans son projet, car le roi ne peut recevoir « pour le moment » un homme qui a tué l'un de ses officiers.
Grégoire, invité à une réception où, à la suite d'un complot de Mme de Blayac, on le fait tomber au cours d'une danse de manière à le ridiculiser — le ridicule est une tare impardonnable dans ce milieu —, quitte Versailles avec Mathilde après avoir prononcé une diatribe saignante dans laquelle il dénonce l'absurdité et le « ridicule » du combat des courtisans, pendant que le peuple croupit dans la misère la plus sombre.
Quelques années plus tard, en 1794, alors que la révolution a contraint nombre de nobles à l'exil, le marquis de Bellegarde, réfugié en Grande-Bretagne, semble nostalgique de cette période, et le décor final montre parfaitement son état d'esprit (un ciel anglais recouvert de nuages, un paysage mélancolique...).
Toujours fidèle à sa volonté d'assainir les terres de Dombes, le citoyen Grégoire Ponceludon (il a renoncé à la particule) obtient du gouvernement révolutionnaire, en sa récente qualité d'ingénieur hydrographe du génie civil, de réaliser cette importante entreprise aux côtés de Mathilde, devenue son épouse.

## Fiche technique
- Titre : Ridicule
- Accroche : « Il n'épargne personne… »
- Réalisation : Patrice Leconte
- Scénario : Rémi Waterhouse avec la collaboration de Michel Fessler et Éric Vicaut
- Musique : Antoine Duhamel
- Photographie : Thierry Arbogast
- Décors : Ivan Maussion
- Costumes : Christian Gasc
- Montage : Joëlle Hache
- Son : Dominique Hennequin, Jean Goudier et Paul Lainé
- Production : Gilles Legrand, Philippe Carcassonne et Frédéric Brillion
- Sociétés de production : Cinéa, Épithète Films et France 3 Cinéma, avec la participation de Studiocanal, Polygram Audiovisuel, Sofica Investimage 4 et CNC
- Pays de production :  France
- Langue originale : français
- Format : 35 mm - Couleur
- Genre : comédie dramatique
- Durée : 102 minutes
- Date de sortie : 9 mai 1996

## Distribution
- Charles Berling : le baron Grégoire Ponceludon de Malavoy
- Jean Rochefort : le marquis de Bellegarde
- Fanny Ardant : la comtesse de Blayac
- Judith Godrèche : Mathilde de Bellegarde
- Bernard Giraudeau : l'abbé de Vilecourt[1]
- Bruno Zanardi : Paul, le fils de Charlotte
- Bernard Dhéran : le comte de Montalieri
- Albert Delpy : le baron de Guéret
- Carlo Brandt : le chevalier de Milletail
- Urbain Cancelier : Louis XVI
- Jacques Mathou : l'abbé de l'Épée
- Jacques Roman : le colonel de Chevernoy
- José Fumanal : le colonel de Chevernoy (en duel)
- Maurice Chevit : le notaire
- Philippe du Janerand : Monsieur Chérin, le généalogiste
- Philippe Magnan : le baron de Malenval
- Sylvie Herbert : la baronne-mère Ponceludon de Malavoy
- Lucien Pascal : le comte de Blayac
- Marie Pillet : Charlotte, la gouvernante
- Laurent Valo : Simon, l'élève sourd
- Claire Garguier : Thérèse, l'élève sourde
- Marie Llano : la mère de Léonard
- Antonin Lebas-Joly : Léonard
- Mirabelle Kirkland : Marie-Antoinette
- Fabien Behar : le secrétaire du roi
- Nicolas Chagrin : Lord Bolingbroke
- Didier Abot : le curé
- Isabelle Spade : la baronne de Boisjoli
- Jacques-François Zeller : le ministre d'État Maurepas
- Fabrice Eberhard : le chevalier de Saint-Tronchain
- Nathalie Mann : la comtesse de Blancfagot
- Etienne Draber : le vicomte de Closlabbe
- Gérard Sergue : le voleur de grand chemin

## Production

### Tournage
Les scènes d'extérieur de la résidence du marquis de Bellegarde ont été tournées au château de Villiers-le-Bâcle, propriété de l'humoriste Yves Lecoq.
Lieux de tournage :
- Château de Neuville (Yvelines)
- Château de Champs-sur-Marne (Seine-et-Marne)[2]
- Jardins du Château de Versailles (Yvelines)

## Distinctions
- Ouverture du Festival de Cannes 1996

### Récompenses
- Critics' Choice Movie Awards 1997 : meilleur film en langue étrangère
- César 1997 :
  - Meilleur film
  - Meilleur réalisateur pour Patrice Leconte
  - Meilleurs décors pour Ivan Maussion
  - Meilleurs costumes pour Christian Gasc
- Lumières 1997 :
  - Meilleur film
  - Meilleure actrice pour Fanny Ardant
  - Meilleur acteur pour Charles Berling
- David di Donatello 1997 (it) : meilleur film étranger
- BAFTA 1997 : meilleur film en langue étrangère
- London Film Critics Circle Awards 1997 (en) : meilleur film en langue étrangère

### Nominations
- Boston Society of Film Critics Awards 1996 : meilleur film en langue étrangère
- Satellite Awards 1997 : meilleur film en langue étrangère
- Golden Globes 1997 : meilleur film en langue étrangère
- César 1997 :
  - Meilleur acteur pour Charles Berling
  - Meilleur acteur dans un second rôle pour Bernard Giraudeau et Jean Rochefort
  - Meilleur scénario original ou adaptation pour Rémi Waterhouse
  - Meilleure musique pour Antoine Duhamel
  - Meilleure photographie pour Thierry Arbogast
  - Meilleur son pour Jean Goudier, Dominique Hennequin et Paul Lainé
  - Meilleur montage pour Joëlle Hache
- Oscars 1997 : meilleur film étranger

Pourtant, si les costumes semblent cohérents par rapport aux descriptions de l'époque, cf. par exemple le livre de fête intitulé « Le Mariage du dauphin » - fils de Louis XV -, le film prend quelques libertés, en particulier pour la scène du bal d'Automne et dépeint assez grotesquement Louis XVI et Marie-Antoinette notamment.

## Autour du film
- Les auteurs ont sans doute tiré le nom du personnage interprété par Charles Berling, « Ponceludon de Malavoy », d'une personnalité du monde des lettres champenois, Aubin Louis Hédouin de Malavois, né en 1783 à Épernay, mort à Reims en 1866. Il tirait son surnom « Pons-Ludon » du nom d'une propriété qu'il avait entre Reims et Cormontreuil. C'est un certain Pierre-Emmanuel Luneau qui reprit la propriété de M. Hédouin de Malavois[réf. nécessaire]. Pour l'anecdote, la demeure, toujours existante, est située sur l'un des anciens marais asséché au XVIIIe siècle.
- Les acteurs Albert Delpy et Marie Pillet sont conjoints à l'époque du film.
- On notera la présence d'un personnage historique assez intéressant vis-à-vis des thèmes du langage, de l’expression et de la compréhension au travers de Paul, l'élève sourd du marquis de Bellegarde, qui est envoyé auprès de l'abbé Charles-Michel de L'Épée. L'abbé de L'Épée fut l'un des premiers à s’intéresser à la question de l'enseignement public pour les sourds, en ménageant une place primordiale à la langue des signes comme langue d'instruction.
- La fille du marquis de Bellegarde, incarnée par Judith Godrèche, personnage typique  du siècle des Lumières, férue de sciences et de techniques, s'est embarquée dans la création d'un scaphandre primitif (elle manque de se noyer en le testant dans un puits), alimenté par une pompe à soufflets, dénommé « machine hydrostatergatique ». Ce détail est historiquement correct, le modèle réel étant le scaphandre de Fréminet (1774).